# Liste der Biografien/Schmidl
Liste der Biografien |
Portal Biografien |
Personensuche
# |
A |
B |
C |
D |
E |
F |
G |
H |
I |
J |
K |
L |
M |
N |
O |
P |
Q |
R |
S |
T |
U |
V |
W |
X |
Y |
Z |
?
 
Sa |
Sb |
Sc |
Sd |
Se |
Sf |
Sg |
Sh |
Si |
Sj |
Sk |
Sl |
Sm |
Sn |
So |
Sp |
Sq |
Sr |
Ss |
St |
Su |
Sv |
Sw |
Sy |
Sz
 
Sca–Sce |
Sch |
Sci–Scz
 
Scha |
Schc |
Schd |
Sche |
Schg |
Schi |
Schj |
Schk |
Schl |
Schm |
Schn |
Scho |
Schp |
Schr |
Schs |
Scht |
Schu |
Schv |
Schw |
Schy
 
Schma |
Schme |
Schmi |
Schmo |
Schmu |
Schmy
 
Schmic |
Schmid |
Schmie |
Schmig |
Schmik |
Schmil |
Schmin |
Schmir |
Schmis |
Schmit
 
Schmida |
Schmidb |
Schmide |
Schmidf |
Schmidg |
Schmidh |
Schmidi |
Schmidj |
Schmidk |
Schmidl |
Schmidm |
Schmidp |
Schmidr |
Schmids |
Schmidt |
Schmid, A |
Schmid, B |
Schmid, C |
Schmid, D |
Schmid, E |
Schmid, F |
Schmid, G |
Schmid, H |
Schmid, I |
Schmid, J |
Schmid, K |
Schmid, L |
Schmid, M |
Schmid, N |
Schmid, O |
Schmid, P |
Schmid, R |
Schmid, S |
Schmid, T |
Schmid, U |
Schmid, V |
Schmid, W |
Schmid, Y
Die Liste der Biografien führt alle Personen auf, die in der deutschsprachigen Wikipedia einen Artikel haben. Dieses ist eine Teilliste mit 53 Einträgen von Personen, deren Namen mit den Buchstaben „Schmidl“ beginnt.

## Schmidl
- Schmidl, Adolf (1802–1863), österreichischer Topograf, Geograph, Höhlenforscher und Schriftsteller
- Schmidl, Burkard (* 1955), deutscher Komponist und Klangkünstler
- Schmidl, Carlo (1859–1943), italienisch-österreichischer Musikverleger und Kunstsammler
- Schmidl, Doris (* 1969), österreichische Landwirtin und Politikerin (ÖVP), Landtagsabgeordnete
- Schmidl, Erwin A. (* 1956), österreichischer Militärhistoriker
- Schmidl, Felix (* 1989), deutscher Handballtorwart
- Schmidl, Hedwig (1889–1965), Wiener Bildhauerin, Keramikkünstlerin, Grafikerin und Zeichenlehrerin
- Schmidl, Johann (1693–1762), böhmischer Jesuit
- Schmidl, Johann (1902–1942), sudetendeutscher römisch-katholischer Geistlicher und Märtyrer
- Schmidl, Johannes (* 1963), österreichischer Energieexperte, Physiker und freier Autor
- Schmidl, Josef (1919–2006), österreichischer Politiker (SPÖ), Landtagsabgeordneter, Abgeordneter zum Nationalrat
- Schmidl, Ludwig (1863–1924), österreichischer Architekt
- Schmidl, Manuel (* 1988), österreichischer Fußballspieler
- Schmidl, Marianne (1890–1942), österreichische Ethnologin und Bibliothekarin
- Schmidl, Peter (1941–2025), österreichischer Klarinettist und Hochschullehrer
- Schmidl, Stefan (* 1974), österreichischer Musikwissenschaftler
- Schmidl, Ulrich (1510–1579), deutscher Landsknecht, Patrizier, Entdecker, Chronist und RatsherrUlrich Schmidl (1510–1579)

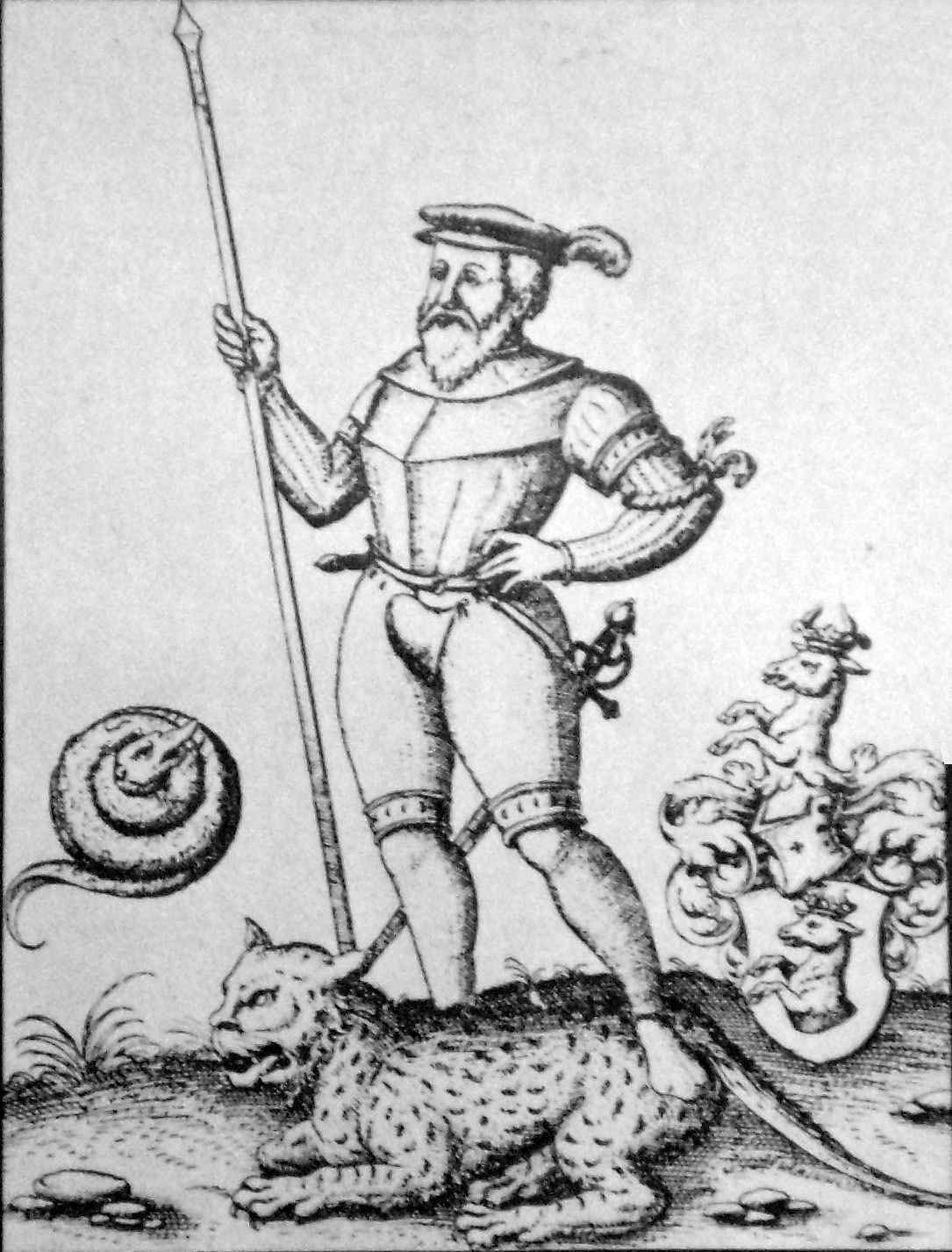
Ulrich Schmidl (1510–1579)

- Schmidl-Haberleitner, Josef (* 1961), österreichischer Politiker (ÖVP)

### Schmidla
- Schmidla, Lisa (* 1991), deutsche Ruderin
- Schmidlap, Johannes, deutscher Feuerwerker und Raketenpionier

### Schmidle
- Schmidle, Brigitte Maria, deutsche Filmeditorin
- Schmidle, Max (* 1985), deutscher Eishockeyspieler
- Schmidle, Wilhelm (1860–1951), deutscher Botaniker und Geologe
- Schmidlechner, Karl (* 1972), österreichischer Politiker (SPÖ), Landtagsabgeordneter
- Schmidlechner, Matthäus (* 1976), österreichischer Opernsänger (Tenor)
- Schmidleithner, Irmgard (* 1948), österreichische Frauenrechtlerin und Gewerkschaftlerin

### Schmidli
- Schmidli, Jürg (* 1956), Schweizer Gefäß- und Herzchirurg und Hochschullehrer an der Universität Bern
- Schmidli, Melanie (* 1982), Schweizer Schauspielerin und Theaterschaffende
- Schmidli, Ulrich (* 1932), Schweizer Politiker (SP)
- Schmidli, Werner (1939–2005), Schweizer Schriftsteller
- Schmidlin, Adolf (1868–1954), deutscher Kunstmaler
- Schmidlin, Adolph (1808–1875), deutscher Verwaltungsbeamter
- Schmidlin, Albert von (1844–1910), württembergischer Oberamtmann und Regierungspräsident
- Schmidlin, August (1878–1943), deutscher römisch-katholischer Theologe und Kirchenmusiker
- Schmidlin, Christian Gottfried von (1789–1862), württembergischer Oberamtmann
- Schmidlin, Christoph Friedrich von (1780–1830), Beamter und Innenminister des Königreichs Württemberg
- Schmidlin, Eduard (1808–1890), deutsch-schweizerischer Gärtner, Revolutionär, botanischer Autor und Hotelier
- Schmidlin, Eduard von (1804–1869), württembergischer Beamter, Kultminister
- Schmidlin, Friedrich von (1847–1932), württembergischer Beamter, Justizminister
- Schmidlin, Jakob (1699–1747), Pietist
- Schmidlin, Johann Joseph (1725–1779), deutscher Lexikograph
- Schmidlin, Johannes (1722–1772), Schweizer Pfarrer und Komponist
- Schmidlin, Joseph (1876–1944), deutscher Theologe, Missionar und Missionswissenschaftler
- Schmidlin, Julius (1811–1881), württembergischer Oberamtmann
- Schmidlin, Karl (1805–1847), schwäbischer Dichter, Pfarrer
- Schmidlin, Kathrin (* 1990), Schweizer Pianistin
- Schmidlin, Ludwig Rochus (1845–1917), Schweizer römisch-katholischer Geistlicher, Pädagoge und Kirchenhistoriker
- Schmidlin, Peter (1947–2015), Schweizer Jazzschlagzeuger und Produzent
- Schmidlin, Rick (* 1954), US-amerikanischer Filmschaffender
- Schmidlin, Rudolf (1930–2014), Schweizer Bauingenieur und Politiker
- Schmidlin, Stephan (* 1963), Schweizer Holzbildhauer, Komiker und Schauspieler
- Schmidlin-Meier, Christina (1923–2011), Schweizer Politikerin

### Schmidly
- Schmidly, David J. (* 1943), US-amerikanischer Mammaloge